# Souleymane Diarra
Souleymane Diarra, né le 30 janvier 1995 à Bamako, est un footballeur international malien qui évolue au poste de milieu de terrain à L'Entente Feignies Aulnoye FC.

## Biographie

### En club

#### Débuts au Mali
Repéré par des recruteurs de l'Académie Jean-Marc Guillou au Mali dans un match de rues, il intègre le centre de formation à l'âge de 12 ans. Arrivée au terme de sa formation, il rejoint le club Guidars (partenaire de l'Académie JMG) évoluant au troisième échelon. Ensuite, il rejoint le Real Bamako en 2014 et y retrouve son ancien coéquipier Diadie Samassékou. Lors de cette saison, lui et son club terminent deuxième du championnat. Lors de la saison 2013-2014, il est élu meilleur joueur du championnat du Mali.

#### Wydad AC et Ujpest FC
En janvier 2015, il s'engage trois ans au Wydad Athletic Club. Arrivée au Maroc, il débute avec l'équipe réserve le temps de trouver ses marques avec son nouveau club. En août 2015, il s'engage avec l'Újpest Football Club qui évolue dans le championnat de Hongrie.
Lors de la saison 2016-2017, il est l'un des titulaires indiscutables avec Ujpest, disputant 27 matchs de championnat pour quatre buts et quatre passes décisives, plus 4 matchs, deux buts et une passe décisive en Coupe. Lors de la saison 2017-2018, le milieu de terrain ne joue que 12 minutes au début du mois d'août 2017 et n'est pas appelé dans le groupe lors des autres rencontres.

#### RC Lens
Il est prêté avec option d'achat au Racing club de Lens le 29 août 2017. Il débute sous ses nouvelles couleurs le 9 septembre face à Lorient (6e journée, défaite 2-3) où il est exclu pour avoir reçu deux cartons jaunes. Pour son deuxième match sous les couleurs nordistes et la réception de Quevilly Rouen Métropole (8e journée, victoire 2-0), il est de nouveau exclu, recevant à nouveau deux avertissements. Il délivre néanmoins une passe décisive pour Jean-Ricner Bellegarde.
Le 20 novembre 2017, il marque ses premiers buts, inscrivant un doublé lors de la réception de Niort (15e journée, victoire 3-1). Le 18 décembre 2017, il marque d'un superbe lob contre Tours FC.
En mars 2018, Guillaume Kaznowski, conseiller régional les Patriotes, porte plainte contre trois joueurs du RC Lens. Il les accuse de l'avoir frappé pour l'empêcher de filmer une altercation avec des supporters à la sortie du stade Bollaert. Selon le procureur de la République de Béthune, il ressort de l'enquête qu'aucun joueur ne l'a frappé et qu'il aurait proféré des insultes racistes à l'encontre des trois joueurs.
Le 6 juin 2018, le RC Lens lève son option d'achat de deux ans au terme d'une saison 2017-2018 satisfaisante avec 4 buts en 29 matchs de Ligue 2, tous débutés comme titulaire.
Lors de la saison 2018-2019, il est régulièrement utilisé par Philippe Montanier, auteur de 32 apparitions en championnat, pour 19 titularisations, un but marqué et une passe décisive délivrée. Le club terminant le championnat à la 5e place, il est qualifié pour disputer les barrages de promotion. Diarra ne participe qu'à la première rencontre face au Paris FC, qu'il dispute dans son intégralité.

#### Gaziantep FK
Le club turc du Gaziantep FK annonce son arrivée le 2 août 2019. Il commence son aventure en Turquie par une lourde défaite sur la pelouse du Fenerbahçe (1re journée, défaite 5-0). Il participe à 24 rencontres de Süper Lig, en débutant 12 et inscrivant 2 buts. Il reçoit également 10 cartons jaunes au cours de la saison. Malgré un transfert d'un million d'euros en provenance de Lens et un contrat d'une durée de 3 ans, il le résilie dès le mois de septembre 2020. Des intérêts du Standard de Liège, entraîné par Philippe Montanier, de l'ESTAC et de Toulouse sont alors évoqués.

#### Pau FC
Souleymane Diarra s'engage finalement en faveur du Pau FC le 18 janvier 2021. Le club est alors avant-dernier de Ligue 2 et la mission de Diarra est d'aider le club à  obtenir le maintien en Ligue 2 sur la phase retour. Après deux entrées en jeu afin de retrouver le rythme de la compétition, Diarra s'impose rapidement comme un cadre de l'équipe béarnaise de Didier Tholot, disputant l'intégralité des treize matches suivants. Ce n'est qu'une suspension pour accumulation de cartons jaunes qui le fait sortir du onze titulaire.

#### En Avant Guingamp
Libre de tout contrat, il s'engage en faveur de l'En Avant Guingamp le 15 juillet 2021 pour deux saisons plus une en option. Régulièrement titularisé lors de la phase aller, débutant 13 rencontres, il connaît une phase retour plus compliquée avec seulement 7 titularisations. N'ayant pas fait l'unanimité lors de sa première saison en Bretagne, il dispose d'un bon de sortie en cas d'offre lors du mercato estival.

### Carrière internationale

#### Équipe du Mali espoirs
Il participe à la Coupe d'Afrique des nations junior en 2015. Lors de cette compétition, il joue quatre matchs. Le Mali se classe quatrième de la compétition.
Il dispute dans la foulée la Coupe du monde des moins de 20 ans organisée en Nouvelle-Zélande. Lors du mondial junior, il joue sept matchs, et délivre deux passes décisives, contre l'Uruguay et le Sénégal. Le Mali termine à la troisième place du mondial.
Quelques mois plus tard, il participe avec l'équipe des moins de 23 ans à la Coupe d'Afrique des moins de 23 ans 2015 (trois matchs joués).
En 2016, il participe au Tournoi de Toulon. Il inscrit deux buts lors de ce tournoi, contre le Mexique, et la Bulgarie.

#### Équipe première du Mali
Souleymane fait ses débuts avec l'équipe nationale du Mali le 29 juin 2014, lors d'une victoire 3-1 contre la Chine, où il reçoit un carton rouge à la 38e minute de la rencontre.

### Matchs internationaux
Le tableau suivant liste les rencontres de l'équipe du Mali dans lesquelles Souleymane Diarra a été sélectionné depuis le 6 octobre 2017 jusqu'à présent.

## Statistiques
| Saison                | Club                  | Championnat           | Championnat | Championnat | Coupe nationale | Coupe nationale | Coupe de la Ligue | Coupe de la Ligue | Mali | Mali | Total | Total |
| Saison                | Club                  | Division              | M.          | B.          | M.              | B.              | M.                | B.                | M.   | B.   | M.    | B.    |
| 2015-2016             | Újpest FC             | OTP Bank Liga         | 11          | 0           | 4               | 0               | -                 | -                 | 1    | 0    | 16    | 0     |
| 2016-2017             | Újpest FC             | OTP Bank Liga         | 27          | 4           | 7               | 2               | -                 | -                 | -    | -    | 34    | 6     |
| 2017-2018             | Újpest FC             | OTP Bank Liga         | 1           | 0           | -               | -               | -                 | -                 | -    | -    | 1     | 0     |
| Sous-total            | Sous-total            | Sous-total            | 39          | 4           | 11              | 2               | 0                 | 0                 | 1    | 0    | 51    | 6     |
| 2017-2018             | RC Lens (prêt)        | Ligue 2               | 29          | 4           | 5               | 1               | -                 | -                 | 2    | 0    | 36    | 5     |
| 2018-2019             | RC Lens               | Ligue 2               | 32+1        | 1           | -               | -               | 1                 | 0                 | 3    | 0    | 37    | 1     |
| Sous-total            | Sous-total            | Sous-total            | 62          | 5           | 5               | 1               | 1                 | 0                 | 5    | 0    | 73    | 6     |
| 2019-2020             | Gaziantep FK          | Süper Lig             | 24          | 2           | 3               | 1               | -                 | -                 | 1    | 0    | 28    | 3     |
| Sous-total            | Sous-total            | Sous-total            | 24          | 2           | 3               | 1               | 0                 | 0                 | 1    | 0    | 28    | 3     |
| 2020-2021             | Pau FC                | Ligue 2               | 17          | 0           | -               | -               | -                 | -                 | 2    | 0    | 19    | 0     |
| Sous-total            | Sous-total            | Sous-total            | 17          | 0           | 0               | 0               | 0                 | 0                 | 2    | 0    | 19    | 0     |
| 2021-2022             | EA Guingamp           | Ligue 2               | 25          | 0           | 1               | 0               | -                 | -                 | -    | -    | 26    | 0     |
| 2022-2023             | EA Guingamp           | Ligue 2               | 11          | 0           | 1               | 0               | -                 | -                 | -    | -    | 12    | 0     |
| Sous-total            | Sous-total            | Sous-total            | 36          | 0           | 2               | 0               | 0                 | 0                 | 0    | 0    | 38    | 0     |
| Total sur la carrière | Total sur la carrière | Total sur la carrière | 178         | 11          | 21              | 3               | 1                 | 0                 | 9    | 0    | 209   | 14    |